# Alvasjö
Alvasjö är en sjö i Alvesta kommun i Småland och ingår i Mörrumsåns huvudavrinningsområde. Vid provfiske har abborre, braxen, gädda och mört fångats i sjön.